# Blodsockerreglering

Glukos

Blodsockerreglering är den process genom vilken blodsockernivåerna, framför allt glukos, upprätthålls i kroppen.

## Blodsockerregleringens mekanismer
Blodsockernivåerna regleras genom negativ feedback i syfte att vidmakthålla kroppens homeostas. Nivåerna av glukos i blodet styrs av celler i Langerhans öar. Om blodets glukosnivåer rasar ner till farliga nivåer, vilket sker vid intensiv träning eller om man inte ätit på länge, kommer alfa-celler i bukspottkörteln att producera glukagon, ett hormon vars effekt på levercellerna leder till att blodets glukosnivåer ökar genom en process som kallas glykogenolys. Glykogenolysen innebär att det bildas glukos av glykogen. Glukoset utsöndras sedan i blodomloppet, och därigenom har blodsockernivåerna ökat.
När blodsockernivån stiger, antingen genom intag av föda eller genom glykogenolysen, utsöndras ett annat hormon från de Langerhanska öarnas beta-celler. Detta hormon kallas insulin, och har effekten att den får levern att bilda glykogen från glukos. Effekten kallas glykogenes. Denna process leder också till att omkring 2/3 av kroppens celler (varav de flesta är muskelceller och fettceller) tar upp glukos från blodet. Därmed sänks blodsockernivåerna. När insulin binder till sina receptorer, och glukoset upptas av cellen, fosforyleras glukoset ifråga till glukos-6-fosfat. Därför blir inte cellen mättad på glukos, och kommer vid behov att uppta mer. Insulinet fungerar också som budbärare till flera andra organsystem, och är en av de viktigaste kontrollmekanismerna i människans ämnesomsättning.
Det finns emellertid flera andra orsaker till att blodsockernivåerna kan öka. Orsakerna innefattar stresshormoner som adrenalin, flera steroidhormoner, infektioner, trauma, och i synnerhet intag av föda.
Typ 1-diabetes orsakas av att produktionen av insulin är otillräcklig eller obefintlig, medan typ 2-diabetes framför allt uppkommer till följd av minskad respons på insulin i kroppsvävnaderna (insulinresistens). Båda typerna av diabetes leder - om de är obehandlade - till att blodet innehåller för höga nivåer glukos (hyperglykemi). För mycket insulin och/eller träning utan tillräckligt födointag hos diabetiker kan också leda till lågt blodsocker (hypoglykemi).

## Hormoner som påverkar blodets glukosnivåer
| Hormon         | Hormonkörtel                  | Metabol effekt | Effekt på glukosnivåerna i blodet |
| -------------- | ----------------------------- | --- | --------------------------------- |
| Insulin        | Bukspottkörtelns beta-celler  | 1) Underlättar för glukoset att komma in i celler; 2) Underlättar förvaringen av glukos i form av glykogen, eller omvandling till fettsyror; 3) Underlättar syntes av fettsyror och proteiner; 4) Försvårar nedbrytningen av proteiner till aminosyror och av fettvävnad till fria fettsyror. | Minskar                           |
| Somatostatin   | Bukspottkörtelns delta-celler | 1) Förhindrar att glukagon utsöndras från alfa-celler (lokalt); 2) Förhindrar utsöndring av insulin, hämmar bildning av hypofysens hormonfrisättande hormoner, gastrin och sekretin. | Minskar                           |
| Glukagon       | Bukspottkörtelns alfa-celler  | 1) Underlättar omvandling av glukos från glykogen; 2) Underlättar att glukos bildas av aminosyror och fettsyror. | Ökar                              |
| Adrenalin      | Binjurarna                    | 1) Underlättar att glukos utsöndras från glykogen; 2) Underlättar frisättning av fettsyror från fettvävnad. | Ökar                              |
| Kortisol       | Binjurarna                    | 1) Främjar glukoneogenes; 2) Är antagonist till insulin. | Ökar                              |
| ACTH           | Hypofysen                     | 1)Främjar utsöndring av kortisol; 2) Underlättar bildning av fettsyror från fettvävnad. | Ökar                              |
| Tillväxthormon | Hypofysen                     | Är antagonist till insulin | Ökar                              |
| Tyroxin        | Sköldkörteln                  | 1) Främjar utsöndring av glukos från glykogen; 2) Främjar matspjäkningens absorption av socker. | Ökar                              |